# Le Vibal

Le Vibal este o comună în departamentul Aveyron din sudul Franței. În 1 ianuarie 2022 avea o populație de 524 de locuitori.